# قومية أمريكية
القومية الأمريكية، أو قومية الولايات المتحدة، هي شكل من أشكال القومية المدنية، أو القومية الثقافية، أو القومية الاقتصادية، أو القومية الإثنية موجودة في الولايات المتحدة. تشير القومية الأمريكية أساسًا، إلى الجوانب التي تصف وتميز الولايات المتحدة كمجتمع سياسي مستقل. كثيرًا ما يُستخدم المصطلح لشرح الجهود الرامية إلى تعزيز الهوية الوطنية للولايات المتحدة وتقرير مصيرها في إطار شؤونها الوطنية والدولية.
وجدت الأشكال الثلاثة للقومية طريقها للتعبير عنها في تاريخ الولايات المتحدة، وذلك بالاعتماد على الفترة التاريخية. يقول باحثون أمريكيون مثل هانز كون أن حكومة الولايات المتحدة قامت بإضفاء الطابع المؤسسي على قومية مدنية، تقوم على مفاهيم قانونية وعقلانية للمواطنة، وتستند إلى اللغة المشتركة والتقاليد الثقافية. أنشأ الآباء المؤسسون للولايات المتحدة البلاد على أساس مبادئ الليبرالية الكلاسيكية والفردانية، رغم وجود أشكال من القومية الإثنية أيضًا، على النحو المدوّن في قانون التجنيس لعام 1790.

## نبذة تاريخية
تعود أصول الولايات المتحدة إلى المستعمرات الثلاثة عشر التي أسستها مملكة بريطانيا العظمى في القرن السابع عشر وأوائل القرن الثامن عشر. ربط المواطنون المقيميون في المستعمرات بينهم وبين بريطانيا حتى منتصف القرن الثامن عشر عندما برز الشعور بأنهم «أمريكيون» لأول مرة. اقترحت خطة ألباني إنشاء اتحاد بين المستعمرات في 1754. على الرغم من عدم نجاحها، فإنها مثلت مرجعًا للمناقشات المستقبلية حول الاستقلال.

غالبًا ما يُشار إلى لوحة «إعلان الاستقلال» بريشة الرسام الأمريكي جون ترمبل بصفتها تصويرًا للتوقيع على إعلان الاستقلال الأمريكي بيد أنها في حقيقة الأمر تصوّر لجنة صياغة مسودة الإعلان وهي تقدم عملها إلى الكونغرس.

بعد ذلك بوقت قصير، واجهت المستعمرات عدة مظالم مشتركة بشأن قوانين أقرها البرلمان البريطاني، وقد تضمن فرض ضرائب دون تمثيل. كان الأمريكيون متفقين، على نحو عام، على أن الهيئات التشريعية الاستعمارية الخاصة بهم فقط- وليس البرلمان في لندن- هي التي تستطيع تمرير الضرائب. أصر البرلمان بقوة على خلاف ذلك ولم يتم التوصل إلى حل وسط. عاقبت حكومة لندن مدينة بوسطن بسبب حادثة حفلة الشاي في المدينة، فاتحدت المستعمرات الثلاثة عشر وشكلت الكونغرس القاري، الذي دام من عام 1774 إلى عام 1789. اندلع القتال في عام 1775، وتحوّل الشعور إلى الاستقلال في أوائل عام 1776، متأثرًا على نحو خاص بالنزعة القومية الأمريكية التي أطلقها توماس بين. كان منشوره «الفطرة السليمة» الأكثر مبيعًا في عام 1776. أصدر الكونغرس بالإجماع إعلانًا بالاستقلال، يعلن فيه عن قيام دولة جديدة، هي الولايات المتحدة الأمريكية. انتصر الوطنيون الأمريكيون في حرب الاستقلال الأمريكية وحصلوا على شروط سلام سخية من بريطانيا في عام 1783. كان بوسع الأقلية من الموالين (الموالين للملك جورج الثالث) البقاء أو الرحيل، ولكن نحو 80% منهم بقوا وأصبحوا مواطنين أمريكيين. أتاحت الاستعراضات المتكررة، بالإضافة إلى الطقوس والاحتفالات الجديدة- مع علم جديد- مناسبات شعبية للتعبير عن روح القومية الأمريكية.
عملت الدولة الجديدة في ظل حكومة وطنية ضعيفة للغاية أنشأتها وثائق الكونفدرالية، وأغلب الأمريكيين وضعوا الولاء لدولتهم في قبال الولاء للوطن. دعا القوميون بقيادة جورج واشنطن وألكسندر هاميلتون وجيمس ماديسون الكونغرس إلى عقد مؤتمر دستوري في عام 1787. أنتج المؤتمر دستور الولايات المتحدة الذي شكل حكومة وطنية قوية، وقد نوقش في كل ولاية واعتُمد بالإجماع. دخل الدستور حيز النفاذ في عام 1789 وكان واشنطن أول رئيس للبلاد.

في خطاب عام 1858، ألمح الرئيس المقبل أبراهام لينكون إلى شكل من أشكال القومية المدنية الأمريكية نابعة من مبادئ إعلان الاستقلال كقوة للوحدة القومية في الولايات المتحدة، مشيرًا إلى أنها كانت طريقة لتوحيد الشعوب المتنوعة من مختلف الأصول الإثنية في قومية مشتركة:
«لو أنهم أمعنوا النظر في هذا التاريخ لتتبُّع صلتهم بتلك الأيام عبر قرابة الدم، فلن يجدوا شيئًا، ولن يستطيعوا العودة إلى ذلك العصر المجيد ويشعروا بأنهم جزء منا، ولكن عندما ينظرون من خلال إعلان الاستقلال القديم ذاك، يجدون أن هؤلاء الرجال القدامى يقولون «إننا نعتبر هذه الحقائق بديهية، وأن جميع الناس خلقوا متساوين»، ثم يشعرون أن الشعور الأخلاقي الذي تعلموه في ذلك اليوم يثبت علاقتهم بهؤلاء الرجال، وذاك الشعور هو أب كل المبادئ الأخلاقية فيهم، وأن لهم الحق في المطالبة بحق الصلة كما لو كانت دمائهم ولحومهم من دم ولحم الرجال الذين كتبوا الإعلان، وهم كذلك. هذا هو حبل الوصل في ذلك الإعلان، وهو ما يربط معًا قلوب الرجال الوطنيين والمحبين للحرية، وما سيربط تلك القلوب الوطنية ما دامت محبة الحرية موجودة في عقول البشر في جميع أنحاء العالم.»

ـــــــــــــ أبراهام لينكون، خطاب أمام الناخبين في شيكاغو، 10 يوليو 1858.

### الحرب الأهلية الأمريكية
شعر الجنوبيون البيض بالاغتراب على نحو متزايد، إذ رأوا أنفسهم كمواطنين من الدرجة الثانية فيما حاول الشماليون العدوانيون المقاومون للعبودية إنهاء قدرتهم على أخذ ممتلكات العبيد إلى الأراضي الغربية سريعة النمو. تساءلوا فيما إذا كان ولاء الشماليين للوطن يعلو ولاؤهم لدولتهم وأسلوب حياتهم، لأنها ترتبط ارتباطًا وثيقًا بالرق، سواء كانوا يملكون أي عبيد أم لا. كان الشعور بالقومية الجنوبية يبدأ في الظهور، مع أنه لم يكتمِل حتى أواخر عام 1860 حين كان انتخاب لينكون إشارة إلى انفصال معظم ولايات العبيد في الجنوب وتشكيل دولتهم الجديدة. أصرت الحكومة الكونفدرالية على أن القومية حقيقية وفرضت أعباء متزايدة على السكان باسم الاستقلال والقومية. يوضح السجل القتالي الشرس للكونفدرالية التزامهم بالموت من أجل الاستقلال. رفضت الحكومة والجيش التوصل إلى حل وسط، واُنهكتا عسكريًا في عام 1865. بحلول تسعينيات القرن التاسع عشر، شعر الجنوب الأبيض بأن ساحته قد برئت من خلال إيمانه بذكرى القضية المفقودة للكونفدرالية. أصبح الشمال يقبل أو يتسامح على الأقل مع الفصل العنصري وتجريد الناخبين السود في الجنوب من حق التصويت. عادت روح القومية الأمريكية إلى ديكسي.
كان انتصار الشمال في الحرب الأهلية الأمريكية بمثابة تحول كبير في الهوية الوطنية الأمريكية. أدى الإقرار على التعديل الرابع عشر لدستور الولايات المتحدة إلى تسوية المسألة الأساسية المتعلقة بالهوية الوطنية، مثل معايير اكتساب الجنسية في الولايات المتحدة. أصبح كل من وُلد في الحدود الإقليمية للولايات المتحدة أو تلك المناطق، ويخضع لولايتها القضائية، مواطنًا أمريكيًا، بغض النظر عن وضعه الإثني أو الاجتماعي (أصبح الهنود المتواجدون في المحميات مواطنين في عام 1924 بينما كان الهنود خارج المحميات مواطنين دائمًا).
في ظل اقتصاد صناعي سريع النمو، رُحب بالمهاجرين من أوروبا وكندا والمكسيك وكوبا، فجاء الملايين منهم. أصبح الحصول على جنسية كاملة مجرد مسالة ملء أوراق عمل لفترة خمس سنوات.
مع ذلك، لم يكن يُرحب بالوافدين الآسيويين الجدد. فُرضت قيود على أغلب المهاجرين الصينيين في ثمانينيات القرن التاسع عشر، وفُرضت قيود غير رسمية على أغلب اليابانيين في عام 1907. بحلول عام 1924، كان من الصعب على أي آسيوي أن يدخل الولايات المتحدة، ولكن الأطفال الذين وُلدوا في الولايات المتحدة لآباء آسيويين كانوا مواطنين كاملي الجنسية. أُلغيت القيود المفروضة على الصينيين في أربعينيات القرن العشرين والقيود المفروضة على آسيويين آخرين في عام 1965.